# Erich Campe
Erich Campe (Berlino, 1º febbraio 1912 – 5 maggio 1977) è stato un pugile tedesco.

## Palmarès

### Olimpiadi
- Argento a Los Angeles 1932 nei pesi welter.